# 48-й танковый корпус (вермахт)
48-й танковый корпус (нем. XLVIII. Panzerkorps, с 21 июня 1942), до этого — 48-й моторизованный корпус (нем. XLVIII.Armeekorps (mot)) — оперативно-тактическое объединение сухопутных войск нацистской Германии в период Второй мировой войны.

## Боевой путь

### Восточный фронт
1941
Перед нападением на СССР 22 июня 1941 года был придан 1-й танковой группе Клейста (группа армий «Юг»), участвовал сначала в танковом сражении под Дубно, затем во взятии Бердичева и Кировограда. С конца 1941-го до мая 1942-го вёл бои под Курском.
1942
Весной 1942 года корпус занимал оборону в районе Курска. Во время летнего наступления по плану «Блау» (июнь 1942) входил в 4-ю танковую армию (ком. — Герман Гот). 24-я танковая дивизия из состава корпуса наступала через Старый Оскол в направлении Воронежа. 4 июля совместно с дивизией «Великая Германия» силы корпуса форсировали Дон и заняли плацдарм на восточном берегу. К 8 июля город был частично занят.
Начальник штаба корпуса Фридрих фон Меллентин вспоминал о боях на воронежском направлении:

В танковом бою у Городища, как раз посередине между Курском и Воронежем, передовые танковые части русских были встречены противотанковой артиллерией корпуса и затем уничтожены нашими танками, атаковавшими противника с фланга и с тыла. Поскольку у наших командиров была возможность своевременно «заглянуть» в расположение противника и узнать, что он готовит, они могли организовать засады и отразить одну за другой контратаки противника.

Во время июльского наступления 4-й ТА на Сталинград с южного направления корпус занял плацдарм у Цимлянска. С 30 июля по 3 августа вел наступление на Котельниково . Во время наступления на Сталинград 14-я и 24-я танковые дивизии корпуса вели бои за южные районы города.
Принимал участиев попытке деблокирования 6-й армии, окруженной в Сталинграде  (Операция «Винтергевиттер»).
1943
В феврале 1943-го оборонял Харьков, затем участвовал в Курской битве, находясь на левом фланге в составе 4-й танковой армии.
1944-45
Затем корпус отступал с боями по Украине, зимой 1945 защищал Силезию. После капитуляции Германии сдался у Эльбы.

## Командование

### Командующие
- генерал танковых войск Вернер Кемпф (6 января 1941 — 31 января 1942)
- генерал танковых войск Рудольф Файель (19 февраля — 5 мая 1942)
- генерал танковых войск Вернер Кемпф (5 мая — 21 июня 1942)
- генерал танковых войск Рудольф Файель (21 июня — 1 ноября 1942)
- генерал-лейтенант Фердинанд Хайм (1 ноября 1942 — 19 ноября 1942)
- генерал танковых войск Ханс Крамер (19 — 25 ноября 1942)
- генерал танковых войск Хайнрих Эбербах (26 — 30 ноября 1942)
- генерал танковых войск Отто фон Кнобельсдорф (30 ноября 1942 — 30 сентября 1943)
- генерал пехоты Дитрих фон Хольтиц (30 сентября — 21 октября 1943)
- генерал танковых войск Хайнрих Эбербах (22 октября — 14 ноября 1943)
- генерал танковых войск Херман Бальк (15 ноября 1943 — 4 августа 1944)
- генерал танковых войск Вальтер Неринг (4 — 19 августа 1944)
- генерал танковых войск Фриц-Хуберт Грезер (19 августа — 20 сентября 1944)
- генерал танковых войск Максимилиан фон Эдельсхайм (20 сентября 1944 — 3 мая 1945)
- генерал-лейтенант Вольф Хагеман (3 — 8 мая 1945)

### Начальники штаба
- оберст Вернер Фрибе (1 января 1941 — 1 ноября 1942)
- генерал-майор Фридрих фон Меллентин (1 ноября 1942 — 14 августа 1944)

## Состав
| - 11-я танковая дивизия - 16-я танковая дивизия - 24-я танковая дивизия - Дивизия «Великая Германия» Список формирований 48-го танкового корпуса в операции «Блау» на 11 июля 1942 года - XXXXVIII танковый корпус - 108-е артиллерийское командование - 2/72-й моторизованный артиллерийский полк (100 мм) - 243-й дивизион штурмовых орудий - 520-й сапёрный полковой штаб - 52-й моторизованный сапёрный батальон - 651-й моторизованный сапёрный батальон - 21-й мостостроительный батальон - 923-й штабной эскадрон мостовой колонны - 506-й лёгкий (велосипедный) дорожно-строительный батальон - 507-й лёгкий (велосипедный) дорожно-строительный батальон - 21-я группа Имперской строительной службы - 22-я группа Имперской строительной службы - 23-я моторизованная мостовая колонна Б - 1/41-я моторизованная мостовая колонна Б - 58-я моторизованная мостовая колонна Б - 129-я моторизованная мостовая колонна Б - 2/403-я моторизованная мостовая колонна Б - 2/407-я моторизованная мостовая колонна Б - 2/408-я моторизованная мостовая колонна Б - 1/,2/53-й полк реактивных миномётов - 2-й полк тяжёлых реактивных миномётов - 16-я разведывательная группа ВВС малой дальности - 104-й зенитный полк - 1/5-й зенитный полк - 1/7-й зенитный полк - 3/2-й зенитный полк Зенитной артиллерийской школы - 602-й зенитный батальон - Дивизия «Великая Германия» - 1/,2/,3/Пехотный полк «Великая Германия» - 1/,2/,3/Стрелковый полк «Великая Германия» - 1/,2/3/,4/Моторизованный артиллерийский полк «Великая Германия» - Дивизион штурмовых орудий «Великая Германия» - Противотанковый дивизион «Великая Германия» - Танковая рота «Великая Германия» - Сапёрный батальон «Великая Германия» - Мотоциклетный батальон «Великая Германия» - Батальон связи «Великая Германия» - 24-я танковая дивизия - 1/,2/,3/24-й танковый полк - 24-я моторизованная бригада - 1/,2/,3/21-й моторизованный полк - 1/,2/,3/26-й моторизованный полк - 40-й противотанковый дивизион - 4-й мотоциклетный батальон - 1/,2/,3/,4/89-й артиллерийский полк - 86-й батальон связи - 40-й сапёрный батальон - Подразделения поддержки дивизии Список формирований 48-го танкового корпуса в операции «Уран» на 19 ноября 1942 года - Приданные части: - 611-й противотанковый дивизион - 520-й пионерный полковой штаб - Корпусные части: - 108-е артиллерийское командование - 448-й батальон связи - 448-й батальон снабжения - 448-я полевая почта - 448-й запасной батальон - 104-й зенитный полк - 1/5-й зенитный дивизион - 1/8-й зенитный дивизион - Группа Симона (отряд 62-й пехотной дивизии): - 190-й пехотный полк - 162-й пехотный батальон (1 рота отдельно) - 162-й противотанковый дивизион - 162-я рота связи (1 взвод) - 1-я румынская пехотная дивизия: - 3-й пехотный полк - 4-й пехотный полк - 1-й бронетанковый полк - Разведывательный батальон - 1-й артиллерийский полк - 1 зенитный дивизион - 1 противотанковый дивизион - 1 рота связи - 1 пионерский батальон - 14-я танковая дивизия: - 36-й танковый полк (без 1 батальона) - 4-й артиллерийский полк - 849-й артиллерийский батальон (без 1 батареи) - 3/54-й артиллерийский полк - 4-й противотанковый дивизион - 670-й противотанковый дивизион - 4-й батальон связи - 22-я танковая дивизия: - 204-й танковый полк - 129-й стрелковый полк - 24-й мотоциклетный батальон - 1/,2/,3/,140-й артиллерийский полк - 140-й противотанковый дивизион - 140-й батальон связи - 11-я танковая дивизия - 336-я пехотная дивизия - 7-я авиаполевая дивизия - 3-я танковая дивизия - 11-я танковая дивизия - Дивизия «Великая Германия» - 167-я пехотная дивизия | - 1-я танковая дивизия СС «Лейбштандарт СС Адольф Гитлер» - боевая часть 2-й танковой дивизии СС «Рейх» - 1-я танковая дивизия - 8-я танковая дивизия - 19-я танковая дивизия - 16-я танковая дивизия - 20-я моторизованная дивизия - 97-я лёгкая пехотная дивизия - 304-я пехотная дивизия - 122-я пехотная дивизия - 329-я пехотная дивизия |

### Корпусные части на 4 декабря 1942
- Штаб 617-го моторизованного артиллерийского полка
- 1 дивизион 108-го артиллерийского полка (150-мм sFH и 100-мм орудия)
- 842-й артиллерийский дивизион (100-мм орудия)
- 857-й гаубичный дивизион (210-мм орудия)
- 13-й наблюдательный батальон
- 619-й зенитный батальон[6]

### Комментарии
1. ↑  21 июня 1942 года корпус переименован в танковый.
2. ↑  Говоря о «возможности своевременно «заглянуть» в расположение противника», автор имеет в виду действия самолетов-разведчиков FW-160

### Сноски
1. ↑  Меллентин, 1999, с. 234.
2. ↑  C. Wagener: Heeresgruppe Süd, Podzun Verlag S. 158.
3. ↑  Schramm: OKW-Kriegstagebuch Band 1, S. 1373.
4. ↑  German Army Group B 11 July 1942. United States Army Combined Arms Center. Дата обращения: 24 октября 2023. Архивировано 24 октября 2023 года.
5. ↑  Nafziger, George F. German XXXXVIII Panzer Corps, 19 November 1942. Ike Skelton Combined Arms Research Library Digital Library. Дата обращения: 15 ноября 2024.
6. ↑  German Corps Troops LVII & XXXXVIII Panzer Corps. United States Army Combined Arms Center. Дата обращения: 16 октября 2023. Архивировано 16 октября 2023 года.